# آرامگاه درویش ابراهیم یقین
بقعهٔ درویش ابراهیم یقین مربوط به سدهٔ ۶ و ۷ ه‍.ق است و در شهرستان فیروزکوه، روستای نجف در واقع شده و این اثر در تاریخ ۵ آذر ۱۳۸۰ با شمارهٔ ثبت ۴۴۰۷ به‌عنوان یکی از آثار ملی ایران به ثبت رسیده‌است.